# Landfall (Minnesota)
Landfall es una ciudad ubicada en el condado de Washington en el estado estadounidense de Minnesota. En el Censo de 2010 tenía una población de 686 habitantes y una densidad poblacional de 2.730,58 personas por km².

## Geografía
Landfall se encuentra ubicada en las coordenadas 44°56′0″N 92°58′39″O / 44.93333, -92.97750. Según la Oficina del Censo de los Estados Unidos, Landfall tiene una superficie total de 0.25 km², de la cual 0.19 km² corresponden a tierra firme y (23.71%) 0.06 km² es agua.

## Demografía
Según el censo de 2010, había 686 personas residiendo en Landfall. La densidad de población era de 2.730,58 hab./km². De los 686 habitantes, Landfall estaba compuesto por el 69.53% blancos, el 2.19% eran afroamericanos, el 3.21% eran amerindios, el 3.79% eran asiáticos, el 0% eran isleños del Pacífico, el 16.03% eran de otras razas y el 5.25% pertenecían a dos o más razas. Del total de la población el 25.8% eran hispanos o latinos de cualquier raza.